# フェルト (バンド)
フェルト (Felt)は、'80年代ネオ・アコースティックブームを牽引したイギリスのオルタナティヴ・ロック・バンド。イングランド中部、バーミンガム近郊出身のローレンス（本名・Lawrence Hayward は、正式に公表されていない）とニック・ギルバート（後に脱退）が結成した。通算10枚のアルバムをリリースしたが、その間固定されたメンバーは、ローレンスとゲイリー・エンジの2名だけだった。
ボーカルのローレンスの書く絶望的な歌詞と音階をまるで無視した歌唱、しかしそれでいてきらびやかなメロディ（モーリス・ディーバンクの貢献によるものが大きい）は、バンドの結成から解散まで一貫しており、その音楽性を特徴づけている。マニック・ストリート・プリーチャーズや、ベル・アンド・セバスチャンのスチュアート・マードック（ボーカル、ギター、キーボード）らを始め、多様なミュージシャンから崇拝される。
音楽性は、所属したレーベルにより主に2つに分けられる。

## チェリー・レッド期
1981年から1985年にかけて、フェルトはチェリー・レッドからシングル6枚、アルバム4枚をリリースした（後に解散直前の1989年にもアルバム、シングルそれぞれ1枚ずつリリースしている）。1986年までバンドに在籍したモーリス・ディーバンクの繊細なギターアルペジオを基調としたメロディと、ローレンスの歌唱とが一体となった独特の儚さを持った歌曲はこの頃生まれている。この時期の代表曲は「Primitive Painters」など。 

## クリエイション期
1986年から1989年まで、シングル4枚とアルバム5枚がクリエイションからリリースされた。この時期には、後にロックバンドプライマル・スクリームに加入することとなるマーティン・ダフィがキーボードを担当し、メイン・プレイヤーとしての役割を果たしていた。彼の貢献によりポップで華やかな音作りが際立ち、ジャズピアノ的なインストゥルメンタルも目立つようになる（5thアルバム『ヘビの頭をくねらせろ』と9thアルバム『トレイン・アバヴ・ザ・シティ』は全編インストゥルメンタルである）。

## ディスコグラフィ

### アルバム
- 『美の崩壊』 - Crumbling the Antiseptic Beauty (1981年、チェリー・レッド)
- 『毛氈』 - The Splendour of Fear (1984年、チェリー・レッド)
- 『彩霞』 - The Strange Idols Pattern and Other Short Stories (1984年、チェリー・レッド)
- 『カスピの詩人』 - Ignite the Seven Cannons (1985年、チェリー・レッド)
- 『ヘビの頭をくねらせろ』 - Let the Snakes Crinkle Their Heads to Death (1986年、クリエイション)

※『セヴンティース・センチュリー』 - The Seventeenth Century に改題再発 (2017年)。
- 『フォーエヴァー・ブリーズ・ザ・ロンリー・ワード』 - Forever Breathes the Lonely Word (1986年、クリエイション) ※旧邦題『微睡みの果てに』
- 『ポエム・オブ・ザ・リヴァー』 - Poem of the River (1987年、クリエイション) ※旧邦題『川の詩』
- 『ピクトリアル・ジャクソン・レヴュー』 - The Pictorial Jackson Review (1988年、クリエイション)
- 『トレイン・アバヴ・ザ・シティ』 - Train Above the City (1988年、クリエイション) ※旧邦題『街を越えて列車は走る』
- 『ミー・アンド・ア・モンキー・オン・ザ・ムーン』 - Me and a Monkey on the Moon (1989年、él) ※旧邦題『モンキー・オン・ザ・ムーン』

### コンピレーション・アルバム
- Gold Mine Trash (1987年、チェリー・レッド)
- 『バブルガム・パフューム』 - Bubblegum Perfume (1990年、クリエイション)
- 『クラシック・マスターピィーシズ』 - Absolute Classic Masterpieces (1992年、チェリー・レッド)

チェリー・レッド期のベスト・アルバム。
- 『アブソリュート・クラシック・マスターピース』 - Absolute Classic Masterpieces Volume II (1993年、クリエイション) ※旧邦題『クリエイション・アブソリュート』

クリエイション期のベスト・アルバム。
- 『ステインズ・オン・ア・ディケイド』 - Stains on a Decade (2003年、チェリー・レッド)

### シングル
- Index (1979年9月、シャンハイ・レコーズ)

7インチ盤 "Index / Break It"
フェルト結成以前にローレンスがソロでリリース。
- Something Sends Me to Sleep (1981年7月、チェリー・レッド)

7インチ盤 "Something Sends Me to Sleep / Red Indians / Something Sends Me to Sleep (different version) / Red Indians (different version)"
- My Face Is on Fire (1982年9月、チェリー・レッド)

7インチ盤 "My Face Is on Fire / Trails of Colour Dissolve"
- Penelope Tree (1983年6月、チェリー・レッド)

7インチ盤 "Penelope Tree / A Preacher in New England"
12インチ盤 "Penelope Tree / A Preacher in New England / Now Summer's Spread Its Wings Again"
- Mexican Bandits (1984年3月、チェリー・レッド)

7インチ盤 "Mexican Bandits / The World Is As Soft As Lace"
- Sunlight Bathed the Golden Glow (1984年7月、チェリー・レッド)

7インチ盤 "Sunlight Bathed the Golden Glow / Fortune"
12インチ盤 "Sunlight Bathed the Golden Glow / Fortune / Sunlight Strings"
「Fortune」は、ファーストアルバム収録曲の新録。
- Primitive Painters (1985年8月、チェリー・レッド)

12インチ盤 "Primitive Painters / Cathedral"
「Cathedral」は、ファーストアルバム収録曲の新録。
- Ballad of the Band (1986年5月、クリエイション)

7インチ盤 "Ballad of the Band / I Didn't Mean to Hurt You"
12インチ盤 "Ballad of the Band / I Didn't Mean to Hurt You / Candles in a Church / Ferdinand Magellan"
- Rain of Crystal Spires (1986年9月、クリエイション)

7インチ盤 "Rain of Crystal Spires / I Will Die with My Head in Flames"
12インチ盤 "Rain of Crystal Spires / Gather Up Your Wings and Fly / Sandman's on the Rise Again / I Will Die with My Head in Flames"
- The Final Resting of the Ark (1987年9月、クリエイション)

12インチ盤 "The Final Resting of the Ark / Autumn / Fire Circle / There's No Such Thing as Victory / Buried Wild Blind"
- Space Blues (1988年8月、クリエイション)

7インチ盤 "Space Blues / Be Still"
12インチ盤 "Space Blues / Be Still / Female Star / Tuesday's Secret"
「Be Still」は、ザ・ビーチ・ボーイズのカヴァー。
- Primitive Painters (1988年8月、チェリー・レッド)

CD "Primitive Painters / Cathedral"
1985年の同名シングルのCD版。
- Get out of My Mirror (1989年10月、チェリー・レッド)

7インチ盤 "Get out of My Mirror"
ソノシート。
- Primitive Painters (1992年3月、チェリー・レッド)

12インチ盤 "Primitive Painters / Dismantled King Is Off the Throne (demo) / Sunlight Bathed the Golden Glow (demo)"
CD "Primitive Painters / Dismantled King Is Off the Throne (demo) / Sunlight Bathed the Golden Glow (demo)"
リイシュー。デモ曲はコンピレーション・アルバム『The Gold Mine Trash』収録のもの。

### 映像作品
- A Declaration - Live In Concert, London, February 1987 (2003年、チェリー・レッド) ※DVD